# 前180年代
| 千纪： | 前1千纪 |
| 世纪： | 前3世纪 \| 前2世纪 \| 前1世纪                                                                              |
| 年代： | 前210年代 \| 前200年代 \| 前190年代 \| 前180年代 \| 前170年代 \| 前160年代 \| 前150年代                    |
| 年份： | 前189年 \| 前188年 \| 前187年 \| 前186年 \| 前185年 \| 前184年 \| 前183年 \| 前182年 \| 前181年 \| 前180年 |

前180年代從前189年1月1日開始，於前180年12月31日結束。

## 大事记
- 前188年，漢惠帝劉盈卒，子劉恭嗣位。呂雉臨朝聽政。
- 前187年，廢秦誅三族罪及誹謗妖言令。呂雉封呂氏昆弟為王。
- 前184年，呂雉囚殺劉恭，立其弟恒山王劉弘為帝。
- 前184年，印度孔雀王朝亡。
- 前183年，南越王趙佗叛，稱帝，建都番禺（廣州），攻長沙。
- 前181年，呂雉囚趙王劉友，劉友餓死。
- 前180年，呂雉卒。太尉周勃殺諸呂，迎立劉邦庶子代王劉恒為帝，是為漢文帝。諸太臣殺少帝劉弘。

## 逝世
- 前189年，留侯張良。